# Sångkompaniet, Karlstad
Sångkompaniet är en blandad kör i Karlstad som bildades i slutet av 1980-talet. År 2019 hade den 35 medlemmar och är inriktad på underhållande musik som visor, jazz, latinamerikansk musik, pop och rock a cappella.